# Eupithecia pusillata
Espèce
Eupithecia pusillata, l’Eupithécie chétive, est une espèce de lépidoptères (papillons) de la famille des Geometridae, de la sous-famille des Larentiinae.

## Distribution
On la trouve dans les écozones néarctique et paléarctique. En France métropolitaine, elle est répandue partout ainsi qu'en Corse.

## Description
Elle a une envergure de 17 à 21 mm. Les ailes antérieures sont gris-brun avec d'importantes variations de tonalités, les inférieures souvent plus claires.

## Habitat
Abondante dans les régions de collines et montagnes jusqu'à 2 000 m d'altitude environ, on la trouve aussi dans les prairies arbustives, les jardins...

## Biologie
Espèce univoltine, l'imago vole de juillet à septembre.
Les œufs sont pondus sur la plante hôte à la fin de l'été.
Elle passe l'hiver sous forme d'œufs ou de chenilles.
Les larves, visibles d'avril à début juin, longues au maximum de 18 mm, sont de couleurs très variables (vert à brun rougeâtre) avec des dessins variables sur le dos, mais toujours avec une large bande longitudinale blanc jaunâtre de chaque côté du corps. Elles se nourrissent sur les conifères, essentiellement les genévriers (Juniperus).
La nymphose a lieu dans le sol en juin.